# Kouniana
Kouniana est une localité et une commune rurale du Mali, chef-lieu de cercle dans la région de Koutiala.

## Histoire
Avant 2012, Kouniana est une commune rurale du cercle de Koutiala dans la région de Sikasso. Lors de la réforme administrative de 2023, la commune rurale est soustraite du cercle de Koutiala et la localité est érigée en chef-lieu de cercle dans la région de Koutiala.

## Villages
La commune s'étend sur 2 localités relevées lors du recensement général de 2009 :
- Kouniana (3 588 habitants)
- Nadiasso (1 057 habitants)

En 2023, la loi 2023-007 attribue à la commune deux villages, fractions ou quartiers  :
- Kouniana
- Nadiasso